# Puerto Hormiga

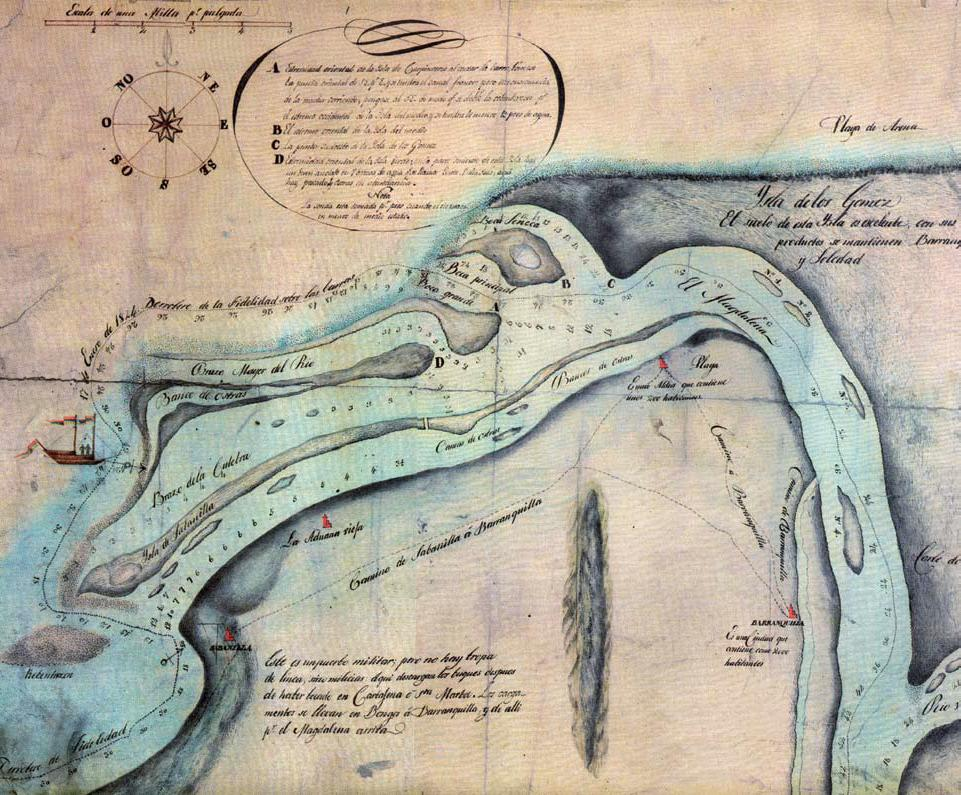
Mapa rio magdalena (1824)

O  sítio arqueológico de Puerto Hormiga, está localizado na fazenda Pomares,
a uns 300 metros da margem este do Canal do Dique (possivelmente um antigo braço do rio Magdalena), perto de a aldeia Porto Badel no departamento de Bolívar (Colômbia), na costa atlántica do país, a uns 40 km ao sul da cidade de Cartagena.
As análises de carbono 14 localizam-nos entre 3090 e  2552 a. C., pelo que é ligeiramente posterior à cultura Valdivia da costa do Pacífico equatoriano.
Seus vestígios dão conta de uma sociedade agrícola em formação, cujos membros semisedentarios se ocupavam da caça e a coleta de moluscos na costa do mar, como evidenciam os depósitos de conchas encontrados ali. 
Segundo expressam outros achados como os fogones, restos cerâmicos, o abundante material lítico e os fitolitos, as actividades próprias dos povos nómadas, já estavam a começar a ser complementadas com a horticultura, ou agricultura a pequena escala.
Este grupo étnico encontrou-se nos períodos históricos de América pré-colombiana, no qual se começou a ver a horticultura e a cerâmica. Neste clã as mulheres eram as que tinham o poder, isto é, era um clã matriarcal. Moviam-se de lugar segundo as condições climáticas.

Ocupavam-se basicamente na coleta de frutos e plantas, pesca e a captura de moluscos.